# Blended
Blended (Brasil: Juntos e Misturados / Portugal: Umas Férias Inesperadas) é um filme de comédia romântica de 2014, dirigido por Frank Coraci e escrito por Ivan Menchell e Clare Sera. O filme é estrelado por Adam Sandler e Drew Barrymore, com um elenco formado por Bella Thorne, Emma Fuhrmann, Terry Crews, Joel McHale, Wendi McLendon Covey, Kevin Nealon, e Shaquille O'Neal, o filme foi lançado nos Estados Unidos em 23 de maio de 2014.
É a terceira colaboração em comédia romântica entre Sandler e Barrymore, seguindo The Wedding Singer e 50 First Dates. Coraci também já havia dirigido os dois em The Wedding Singer. Também marcou o primeiro papel de Sandler em um filme da Warner Bros.

## Sinopse
A divorciada Lauren Reynolds (Drew Barrymore), sai em um encontro às escuras com o viúvo Jim Friedman (Adam Sandler) no Hooters; vai mal. Lauren fala no trabalho para sua amiga Jen sobre a experiência. Jim discute sua data com seu colega de trabalho. Ambos concordam nas discussões separadas de que as coisas poderiam ter sido melhores. Lauren e Jim se encontram enquanto pedem ajuda na farmácia para conseguir um item pessoal para um de seus filhos. Eles tentam evitar o embaraço por essas compras e alternam entre si. O caixa, por engano, troca seus cartões de crédito. Jim tenta resolver a bagunça indo até a casa de Lauren para trocar os cartões de crédito. Jen está na casa de Lauren e se separou de seu namorado Dick, o chefe de Jim, embora eles já tivessem pago uma viagem para a África. Lauren se compromete a ajudar Jen.
As famílias são reunidas para uma "lua-de-família misturada", onde eles se reúnem com outros casais, incluindo Eddy e Ginger, a nova noiva de Eddy e bastante jovem para o desgosto de seu filho adolescente Jake, a quem a filha mais velha de Jim, a atleta Hilary, desenvolve uma paixão à primeira vista.
As crianças causam uma impressão estranha umas com as outras, com Brendan chamando sua mãe de "gostosa", e os outros não sabendo como reagir a Espn agindo como se sua mãe estivesse lá com ela, já que ela não está pronta para deixá-la . Com o tempo, porém, eles começam a se relacionar entre si e com os pais do outro.
Jim deixa os garotos felizes, ajudando-os com esportes aventureiros, e eles lentamente se aquecem para ele, finalmente vendo-o como uma figura paterna que eles precisavam, enquanto Lauren cuida das garotas, e ajuda Hilary a mudar sua roupa desleixada e a mudar  para um estilo mais feminino, chamando a atenção de Jake, que se torna seu namorado. Jim é agradavelmente surpreendido por sua mudança de aparência e ele e Lauren começam a se interresarem com o passar do tempo. Eles inadvertidamente se reúnem para uma massagem para casais e se divertem uns com os outros. Depois, as garotas demonstram sua afeição por Lauren, quando Lou pede que ela a coloque na cama. Lauren faz isso e canta "Somewhere Over the Rainbow", que, desconhecida para ela, era a música que a mãe de Lou costumava cantar. As outras garotas fingem dormir, enquanto percebem o quanto elas realmente amam Lauren. Ela retorna esse sentimento quando ela maternamente beija a testa de cada garota enquanto ela diz boa noite. Jim começa a perceber a profundidade de seus sentimentos por Lauren.
Na última noite da viagem, Lauren coloca um lindo vestido preto que ela admirava mais cedo. Ela usa naquela noite e recebe admiração de todos. Enquanto as crianças são levadas para um bufê só para crianças, Jake sorri brevemente para Ginger, fazendo-a dizer a Eddy, em lágrimas, quão verdadeiramente feliz ela está, e eles concordam que, no final das contas, eles serão uma linda família. Enquanto isso, Jim e Lauren estão sentados para um jantar romântico, que Lauren logo descobre que foi planejado por Jim especificamente para ela. Eles conversam brevemente sobre as técnicas básicas dos pais e, em seguida, puxam para um beijo; no entanto, no último segundo, Jim se afasta, se desculpando e explicando que "não consegue".
Depois de voltar para casa, Jim percebe que sente falta de Lauren e que ele se apaixonou por ela, o que ele admite para suas filhas que estão extasiadas com a notícia. Embora Espn não esteja totalmente preparada para seguir em frente com o falecimento de sua mãe, ela também não quer que seu pai perca Lauren. Ela começa a seguir em frente dizendo ao pai que sua mãe disse que tinha outras coisas para fazer no Céu e que não estaria por perto. A pedido das crianças, Jim vai até a casa de Lauren para lhe dar flores, apenas para encontrar seu ex-marido, Mark, fingindo estar de volta com Lauren. Tyler fica animado para ver Jim e quer jogar bola, mas Jim, infelizmente, deixa Mark e saldos em seu filho novamente. Mark mais tarde tenta fazer um movimento em Lauren, mas ela se recusa por causa de sua falha contínua em ser um bom pai.
Que no sábado seguinte, Lauren e Brendan vão apoiar Tyler em seu jogo, junto com Jen, Dick, com quem Jen trabalhou com as coisas, e seus filhos. Mark, mais uma vez, é um não comparecimento. Jim e suas filhas chegam para mostrar encorajamento, inspirando Tyler a bater na bola. Jim então encontra Lauren e eles admitem querer estar juntos, e eles finalmente se beijam, para a felicidade de seus filhos, que percebem que eles já são uma família.

## Elenco
- Adam Sandler como Jim Friedman

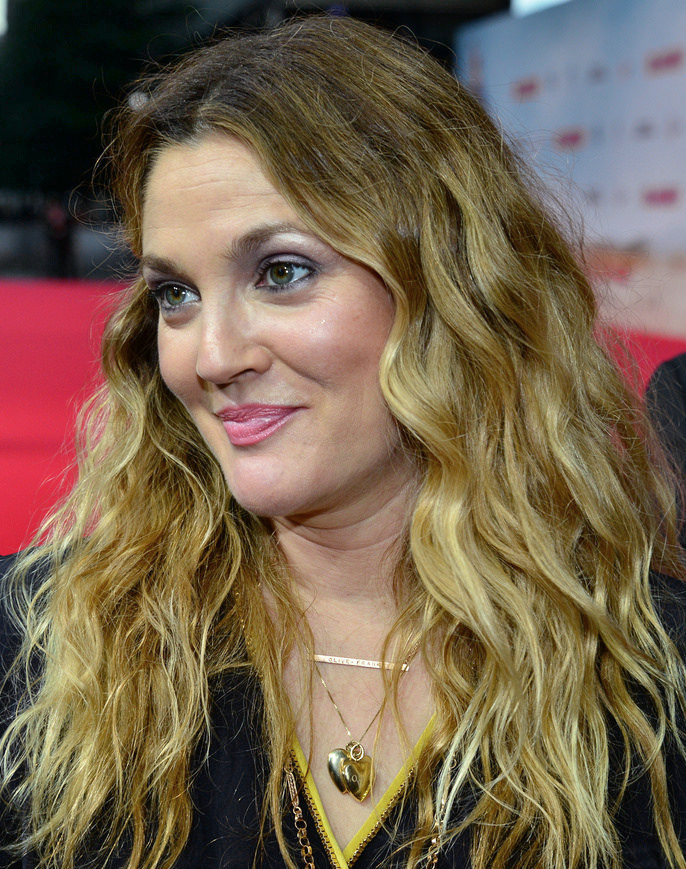
Drew Barrymore durante a estréia do filme, no Festival de Berlim.

- Drew Barrymore como Lauren Reynolds
- Bella Thorne como Hillary "Larry" Friedman
- Emma Fuhrmann como Espn Friedman
- Zak Henri como Jake Warnick
- Alyvia Alyn Lind como Louise "Lou" Friedman
- Braxton Beckham como Brendan Reynolds
- Kyle Silverstein como Tyler Reynolds
- Terry Crews como Nickens Tathoo
- Wendi McLendon Covey [2] como Jen Palmer
- Abdoulaye N'Gom como Mfana
- Kevin Nealon como Eddy Warnick
- Jessica Lowe como Ginger Warnick
- Joel McHale como Mark
- Susan Yeagley
- Dan Patrick como Dick
- Lauren Lapkus como Tracy (babá)
- Mary Pat Gleason como A Farmacêutica
- Jackie Sandler como Mãe de Hollywood

O filme também tem uma participação especial do jogador de críquete sul-africano Dale Steyn, e do Ex - Basquetebolista Shaquille O'Neal como Doug. Também há Allen Covert, que faz uma participação como "Tom 10 segundos" do filme 50 First Dates e Alexis Arquette, que faz uma participação como Georgina (em referência a "George" da série The Wedding Singer).

## Produção
Wendi McLendon-Covey também se juntou ao elenco do filme em 31 de julho, ela vai desempenhar o papel de melhor amiga de Barrymore, que não tem filhos. Chelsea Handler foi previamente escalado para esse papel. Em 31 de julho de 2013 a Warner Bros. alterou o título de Blended para The Familymoon, antes de voltar ao seu título original, em novembro.

### Filmagem
A fotografia principal de Blended ocorreu em Sun City, África do Sul; algumas das cenas foram filmadas perto de Lake Lanier e Gainesville na Geórgia. Warner Bros. vai co-produzir o filme com Happy Madison Productions.

## Lançamento
Distribuído pela Warner Bros, o filme foi lançado nos cinemas em 23 de maio de 2014.

## Recepção
Blended foi recebido com críticas em sua maioria negativas. No Rotten Tomatoes, que detém uma classificação de 14% com base em 120 críticos, com o consenso: "Balançando entre pastelão e sentimentalismo excessivo sem mostrar muito de um compromisso com qualquer um, Blended comete o pecado raro de Sandler de provocar pouco mais do que o tédio." No Metacritic, o filme tem uma pontuação de 31 em 100, com base em 32 comentários, indicando "revisões geralmente desfavoráveis".
A. O. Scott, principal crítico de cinema do The New York Times, queixou-se de "política retrógrada de gênero, seu prazer na humilhação de crianças; sua hipocrisia sentimental sobre o comportamento masculino; sua representação quase zoológica dos africanos como servis, dançarinos, simplórios tocadores de tambor" do filme e concluiu: "os pais devem advertir fortemente. Isso fará com que seus filhos sejam estúpidos".
Hitfix declarou que Blended "[Não] é o Pior [filme] de Adam Sandler!" Lemire desafiadoramente dá ao filme 1.5 estrelas e afirma que, embora este não é o melhor desempenho de Sandler, "que o ator está lá, em algum lugar. Talvez Sandler vai realmente desafiar a si mesmo novamente um dia desses e libertá-lo.". Jocelyn Noveck do The National elogia Blended ao afirmar, "Dizer que o novo filme de Adam Sandler é melhor do que alguns de seus outros trabalhos recentes não é dizer muito" e dando ao filme uma única estrela.

## Bilheteria
Blended arrecadou $14,284,031 em sua semana de estreia, terminando em terceiro na bilheteria atrás de X-Men: Days of Future Past e Godzilla. Blended é considerado "uma das piores aberturas de Adam Sandler" e sugerem que ele pode ter "explodido o império Adam Sandler", com sua abertura ausente de brilho e conteúdo artificial.".
A partir de 6 de julho de 2014, o filme já arrecadou $44,180,218 na América do Norte e cerca de $41,700,000 em outros territórios para um total bruto de cerca de $85,880,218.